# Mike Peters
Michael Leslie 'Mike' Peters (Prestatyn, 25 februari 1959 – Dyserth, 29 april 2025) was een uit Wales afkomstig Brits rock- en new wave-muzikant (zang, gitaar), vooral bekend als de zanger van The Alarm. Nadat de band in 1991 uit elkaar ging, schreef en bracht Peters solowerk uit, voordat hij in 2000 The Alarm opnieuw samenstelde. Daarnaast was hij mede-oprichter van de Love Hope Strength Foundation. Tussen 2011 en 2013 was Peters de zanger van zowel Big Country als The Alarm.

## Biografie
Peters werd geboren in Prestatyn en groeide op in The Crescent Hotel in Edward Henry Street, Rhyl, met voormalig The Alarm-bandlid Eddie MacDonald. De naam van de straat werd de inspiratie voor een nummer op het gelijknamige album, uitgebracht als onderdeel van The Poppyfields Bond. In Edward Henry Street beschrijft Peters zijn opgroeien in Wales. Peters' eerste baan was computeroperator voor Kwik Save. Hij werkte aan een oud IBM System 3-mainframe.

### De jaren 1970
Peters' muzikale debuut was op 10 oktober 1975, toen hij frontman was van Hairy Hippie (genoemd door de diskjockey James Alexander Barr), een band gevormd met zijn klasgenoten om op te treden op het 21e verjaardagsfeest van zijn zus in het Talardy Hotel in St Asaph. Het eerste nummer dat die avond werd opgevoerd, was een cover van If You Think You Know How To Love Me van Smokie. Zijn eerste eigenlijke band was The Toilets, opgericht nadat hij The Sex Pistols in 1976 in Chester zag spelen. Het eerste nummer dat de Toilets live speelden, was Nothing to Do in het Palace Hotel in Rhyl. Peters formeerde in 1978, samen met MacDonald, Dave Sharp en Nigel Twist (toen nog Nigel Buckle geheten) de band Seventeen. Het eerste nummer dat Seventeen speelde was Pop Generation in het Bee (nu Station) Hotel in Rhyl op 27 mei 1978. De single Don't Let Go werd in 1979 uitgebracht bij het Vendetta-label.

### De jaren 1980
In 1981 werd The Alarm opgericht en verhuisde naar Londen om het clubcircuit te verkennen. Ze werden gecontracteerd door het IRS-label. De band ontleende hun naam aan het nummer Alarm Alarm, dat een van de eerste nummers was, die Peters voor the Toilets schreef. Op BBC Radio 1 merkte John Peel op dat hij zich met Duran Duran, Talk Talk en nu Alarm Alarm misschien John Peel John Peel moest noemen, dus werd de naam afgekort tot Alarm.The Alarm speelde hun eerste optreden op 10 juni 1981 in het Victoria Hotel in Prestatyn. Shout to the Devil was het eerste nummer dat werd gespeeld. Peters schreef het nummer die dag en omdat het paste bij de driemans akoestische en drumkit bezetting, repeteerde de band het tijdens de soundcheck. Hun eerste single Unsafe Building op hun eigen label werd uitgebracht in november 1981.

### De jaren 1990
In 1991 ging The Alarm uit elkaar, nadat Peters de band op het podium van The Brixton Academy verliet. De oorspronkelijke leden van de Alarm zijn maar één keer herenigd. Dit was voor de VH1-serie Bands Reunited op 28 oktober 2003. In 1994 werden twee singles uitgebracht: Back into the System, dat ook een Welshe publicaties van de single bevatte. Dit werd gevolgd door It Just Don't Get Any Better Than This. Peters werkte voor beide records samen met The Poets. De single bevatte ook een eerste publicatie van de track White Noise, die Peters opnieuw opnam voor het album Rise. De Amerikaanse publicatie bevatte ook een remix. Het zou nog een jaar duren voordat Peters zijn eerste soloalbum Breathe uitbracht. Omdat het een Britse publicatie was, bevatte de cd-versie van het album niet de eerste twee solosingles van Peters. Er werd ook een akoestische versie van hetzelfde album uitgebracht. Peters had zich inmiddels teruggetrokken op het internet en had zijn eigen website, waar de meeste van zijn toekomstige publicaties zouden worden verkocht.
In 1996, na een verkeerde diagnose van kanker, bracht Peters zijn tweede solo-onderneming Feel Free uit. Het album bevatte een versie van Grandmaster Flash' invloedrijke rapnummer The Message. De Amerikaanse publicaties van Feel Free bevatte ook het speciale verborgen nummer Gone Elvis. In 1998 werd Rise uitgebracht, dit keer voor een groter publiek. Rise was een verandering van muzikale richting voor Peters. White Noise Part II onthulde dat Peters experimenteerde met manipulatie van studiogeluid en drummachines, terwijl My Calling Peters' kenmerkende akoestische/elektrische root-rockgeluid kenmerkte. Het album bevatte ook het nummer In Circles, dat Peters samen schreef met ex-The Cult gitarist Billy Duffy.
Peters volgde de publicatie van Rise door door de Verenigde Staten te toeren onder 'The Interactive Acoustic Works U.S. Tour', die begon in Boston op 10 oktober 1998. In dat jaar kwam ook het album Live (From a Broadcast) uit. Deze set bevatte een versie van het bekendste nummer 68 Guns van Alarm, waarin een extra couplet werd hersteld dat de band vroeg in het schrijfproces had weggeknipt. In 1999 werkte Peters opnieuw samen met Billy Duffy en vormde de band Coloursound met Duffy, zijn voormalige Cult-bandgenoot Scott Garret en Craig Adams (voorheen van The Mission). Ze namen een gelijknamig studioalbum op. Sinds 1993 houdt Peters het jaarlijkse weekendevenement The Gathering in Llandudno, dat werd bijgewoond door verschillende gastmuzikanten, waaronder voormalige bandleden van Alarm.

### De jaren 2000
In het nieuwe millennium bracht Peters Flesh and Blood uit, gebaseerd op het gelijknamige toneelstuk, geschreven door Helen Griffin. In 2000 besloot Peters de bandnaam Alarm te hergebruiken. Nadat hij de band in 1991 verliet, had Peters de rechten op de naam getekend bij de andere bandleden. Hierdoor dreigde voormalig drummer Nigel Twist met een aanklacht. Peters heeft sindsdien de merknaam Alarm gebruikt, soms met Romeinse cijfers voor het jaar. In 2001 ging Peters weer op pad als onderdeel van supergroep Dead Men Walking. Met Pete Wylie (van The Mighty Wah!), Glen Matlock (voormalig Sex Pistols), Captain Sensible (The Damned) en Kirk Brandon (Spear of Destiny), speelde de band een mix van oud en nieuw materiaal uit hun gecombineerde carrières.
In 2004 bracht Peters de single 45 RPM uit onder het pseudoniem de Poppy Fields, onder het mom dat deze band een tienerband was uit Chester. (Deze hoax was de bron van het onderwerp van de film Vinyl). Peters werd elfde in een online peiling, waarin hij 100 Welsh Heroes vond. Hij sloot zich in 2010 aan bij leden van de Mescaleros om liedjes van Joe Strummer uit te voeren onder de naam Los Mondo Bongo. In 2011 voegde Peters zich bij Big Country voor hun tournee door het Verenigd Koninkrijk en bracht in augustus de single Another Country uit met de band in april 2013, gevolgd door het album The Journey. Op 9 november 2013 werd via de Big Country Facebook-pagina bekendgemaakt dat Peters de band had verlaten.

## Invloeden
Peters heeft verklaard dat verschillende artiesten invloed hebben gehad op zijn muzikale richting. In Edward Henry Street van het gelijknamige album zingt Peters bought Aladdin Sane from Greaves records met verwijzing naar het nummer van David Bowie. Woody Guthrie was ook een invloed.

## Gezondheid en gezinsleven
In 1986, midden op het hoogtepunt van de roem van The Alarm, terwijl hij doordeweeks in Londen was, woonde Peters nog steeds bij zijn ouders in Rhyl. Nadat hij een weekend naar huis was gelift, ontmoette hij zijn toekomstige vrouw Jules, die toen een student aan de universiteit van Bangor was en Engels studeerde. Het paar verloofde zich twee weken later en kreeg twee zonen, beiden verwekt via IVF. Het gezin woonde in Dyserth, Noord-Wales. In 1996 herstelde Peters van lymfekanker en begon hij weer op te nemen en te toeren, soms met leden van de opnieuw gevormde band. Hij presenteerde ook de reguliere show Bedrock op BBC Radio Wales. In 2005 ontdekte Peters dat hij leed aan chronische lymfatische leukemie. Op dit moment was Peters mede-oprichter van de Love Hope Strength Foundation, samen met collega-leukemiepatiënt James Chippendale, de president van CSI Entertainment in Dallas (Texas). Peters heeft kondigde later een remissie hiervan aan en verscheen in een documentaire voor BBC Wales over zijn destijds nog succesvolle strijd tegen kanker. De documentaire werd in 2006 uitgebracht als Mike Peters on the Road to Recovery en een deel van de opbrengst ging naar Peters' stichting.
In oktober 2007 maakte Peters samen met 38 andere muzikanten, overlevenden van kanker en supporters, een 14-daagse trektocht naar het Mount Everest-basiskamp om het hoogste concert ooit op het land te geven om het bewustzijn en geld te vergroten om kanker te bestrijden. Andere muzikanten waren Cy Curnin en Jamie West-Oram van The Fixx, Glenn Tilbrook van Squeeze, Slim Jim Phantom van The Stray Cats en Nick Harper. In 2011 bracht Love Hope Strength Foundation de film More to Live For uit, bedoeld om het belang van beenmergdonatie te promoten bij het redden van levens van kankerpatiënten. In het voorjaar van 2016 ontdekte Peters' vrouw Jules tijdens het filmen van een documentaire over kanker een knobbel en vervolgens werd de diagnose borstkanker gesteld. Peters was een vast lid van de hardloopgroep The NightCrawlers, die elke donderdagavond rond verschillende locaties in het Noordoost-Wales loopt. Peters ontving een MBE in de New Year Honours 2019 voor zijn verdiensten aan de kankerzorg.
In 2022 werd de chronische lymfatische leukemie terug vastgesteld. Peters overleed thuis op 29 april 2025 op 66-jarige leeftijd aan deze ziekte.

## Discografie

### Singles
- 1994: Back into the System, A New Chapter, 21st Century (demo version), Back into the System
- 1994: Nol I Mewn I'r System, Y Bennod Newy, Canrif 21 – Fersiwn Demo, Nol I Mewn I'r System
- 1994: It Just Don't Get Any Better Than This, Devil's Word, White Noise
- 1996: Shine On, 113th Dream, Safe European Home, Going Underground

### Albums
- 1995: Breathe
- 1995: Breathe – The Acoustic Sessions
- 1996: Second Generation Volume 1
- 1996: Feel Free
- 1997: Abbey Road Sessions
- 1998: Rise
- 1998: Acoustic Works 1981-1986
- 1998: Acoustic Works 1987–1991
- 1998: Live (From a Broadcast)
- 1999: Rise Demos
- 2000: Flesh & Blood
- 2001: The Millenium Gathering
- 2001: Collected Works
- 2003: The Alarmstock Collection Live
- 2007: Mike Peters in Session 2007
- 2008: Mike Peters in Session 2008
- 2008: Breathe – Expanded Edition
- 2009: Acoustic Live
- 2009: Feel Free – Remastered and Expanded
- 2009: Mike Peters in Session 2009

### Promotionele opnamen
- 1994: Breathe Promo - Levis and Bibles, Love is a Revolution, Spiritual, If I Can't Have You, Breathe
- 1996: Mike Peters EP - Transcendental, Your Are To Me, Gone Elvis, I Want You, Shine On
- 1996: Regeneration - Regeneration
- 1998: Mike Peters Sampler	- Transcendental (radio edit), Sold Me Down the River, Rain in the Summertime, Rescue Me, Interview met Mike Peters

## Filmografie

### Video's
- 1997: Videozine Volume 1
- 1999: Flesh and Blood Recording Sessions
- 2000: Alarm 2000 Day Documentary
- 2013: The Song That Changed My Life

### Dvd's
- 2001: The Story of The Alarm
- 2004: The Gathering DVD Box Set Collection
- 2006: Mike Peters – The Documentary – On the Road to Recovery
- 2006: The Gathering Electric MMVI
- 2006: The Gathering Acoustic MMVI
- 2006: Alarmcast #1

- Gemeinsame Normdatei: 134483278
- International Standard Name Identifier: 0000 0000 4709 1887
- Library of Congress Control Number: no2016131106
- MusicBrainz: d6388b45-2ddc-44f5-b210-3495beaa5e43
- Istituto Centrale per il Catalogo Unico: DDSV016800
- Virtual International Authority File: 9735147665849460670005